# Hangar-7
Hangar-7 je hangar u Salzburgu, Austriji. Hangar-7 sadržava zbirku povijesnih aviona, helikoptera i vozila Formule 1. Hangar-7 je također dom Flying Bullsa, privatne zrakoplovne flote iz Salzburga. Hangar-7 se nalazi u vlasništvu Dietrich Mateschitza, osnivača Red Bulla. Unutar Hangar-7 nalazi se restoran Ikarus, dva kafića i soba za odmor. Građen je u obliku aeroprofil krila od 1,200 tona čelika i 7,000 m2 stakla.

## Izlošci
Avion Douglas DC-6 je muzejov najveći izložak i najveći zrakoplov Flying Bullsa. Prije se nalazio u vlasništvu Josipa Broza Tita. 
Zbog visine okomitog repa aviona, iznad vrata hangara ugrađen je sklopivi element kako bi avion mogao ući i izići iz hangara.

### Zrakoplovi
- Boeing-Stearman PT-17
- Fairchild PT-19 M-62 A
- Lockheed P-38L
- North American B-25J „Mitchell“
- Vought F4U Corsair-4
- North American T-28B „Trojan“
- Alpha Jet
- Cessna CE 208 Amphibian „Caravan“
- Extra 300L
- Cessna 337 push-pull
- Pilatus Porter PC-6

### Helikopteri
- BO 105 CB
- Bell 47 G-3B-1 (Soloy)
- AH-1 Cobra
- Eurocopter EC 135

### Vozila

#### Formula 1[2]
- Sauber C14
- Sauber C16
- Sauber C17
- Sauber C18
- Sauber C19
- Sauber C20
- Toro Rosso STR1
- Toro Rosso STR2
- Toro Rosso STR3
- Red Bull RB2
- Red Bull RB3
- Red Bull RB4
- Red Bull RB5
- Red Bull RB6
- Red Bull RB7
- Red Bull RB8

#### Ostala vozila
- Red Bull X2010 S. Vettel[3]
- Razni automobili i motorcikli

#### Biljke
Unutar hangara nalaze se mnoge velike egzotične biljke.

## Vanjske poveznice
- Službena web stranica